# Wahl (Album)
Wahl ist der Titel des zweiten Studioalbums der fiktiven, zum BanG-Dream!-Projekt gehörenden Rockband Roselia. Das Album erschien am 15. Juli 2020 bei Bushiroad Music auf dem japanischen Markt.
Das Werk beinhaltet zwölf Lieder mit einer gesamten Spielzeit von 56 Minuten und 29 Sekunden. Diverse Lieder sind in der zum Franchise gehörenden Anime-Fernsehserie zu hören. Die Stücke wurden von dem Komponistenkollektiv Elements Garden geschrieben und komponiert.

## Informationen
Am 16. März 2020 wurde die Veröffentlichung des Albums, welches den Titel Wahl tragen sollte, offiziell für den 15. Juli gleichen Jahres angekündigt. Die Lieder wurden allesamt von Noriyasu Agematsu, Ryutaro Fujinaga, Junpei Fujita und Yusuke Takeda des Komponistenkollektivs Elements Garden komponiert. Mit einer Ausnahme – das siebte Lied des Albums Break Your Desire – wurden die Texte der Stücke von Asuka Oda oder Noriyasu Agametsu, die auch schon die Liedtexte der auf dem Debütalbum befindlichen Stücke schrieben, verfasst.
Mit Neo-Aspect, Determination Symphony und Re:Birthday befinden sich drei Lieder auf dem Album, welche bereits auf dem vorherigen Werk zu hören waren. Neben einer regulären Version wurde auch eine limitierte Fassung des Albums veröffentlicht, die zusätzlich zwei Blu-ray-Discs beinhaltet. Auf dieser ist eine Konzertaufzeichnung des Konzertes Wasser/Flamme zu sehen, welches die Gruppe im August 2019 im Fuji-Q Highland spielte.
Zwei Wochen vor der offiziellen Herausgabe des Albums veröffentlichte Bushiroad einen Albumteaser, in dem Auszüge aller auf dem Album befindlichen Stücke angehört werden konnten. Wahl ist das erste Album der Gruppe mit Yuki Nakashima am E-Bass und Kanon Shizaki am Keyboard. Sie übernahmen die Rollen der Charaktere Lisa Imai und Rinko Shirogane von Yurika Endō und Satomi Akesaka, die sich beide im Jahr 2018 zurückzogen.

## Titelliste
| Nr. | Titel                  | Komponisten                               | Länge | Anmerkungen                                                                              |
| --- | ---------------------- | ----------------------------------------- | ----- | ---------------------------------------------------------------------------------------- |
| 1   | R                      | Ryutaro Fujinaga (Musik) Asuka Oda (Text) | 4:44  | BanG Dream! Girls Band Party!                                                            |
| 2   | Brave Jewel            | Ryutaro Fujinaga (Musik) Oda (Text)       | 4:07  | BanG Dream Girls Band Party! Vorspann zur 2. Staffel von BanG Dream!                     |
| 3   | Determination Symphony | Agematsu (Musik) Oda (Text)               | 4:41  | BanG Dream Girls Band Party! Bereits auf Anfang vorhanden                                |
| 4   | FIRE BIRD              | Junpei Fujita (Musik) Agematsu (Text)     | 5:24  | BanG Dream! Girls Band Party! In Episode 13 der zweiten Staffel von BanG Dream! zu hören |
| 5   | Safe and Sound         | Fujita (Musik) Oda (Text)                 | 4:18  | BanG Dream! Girls Band Party! Abspann der 2. Staffel von BanG Dream!                     |
| 6   | Avant-garde HISTORY    | Fujita (Musik) Oda (Text)                 | 5:05  | BanG Dream! Girls Band Party! In Episode 13 der dritten Staffel von BanG Dream! zu hören |
| 7   | Break Your Desire      | Agematsu (Musik) Spirit Garden (Text)     | 4:20  |                                                                                          |
| 8   | Re:Birthday            | Fujinaga (Musik) Oda (Text)               | 4:27  | BanG Dream! Girls Band Party! Bereits auf Anfang vorhanden                               |
| 9   | Neo-Aspect             | Fujinaga (Musik) Oda (Text)               | 5:10  | BanG Dream! Girls Band Party! Bereits auf Anfang vorhanden                               |
| 10  | Promise 約束           | Yūsuke Takeda (Musik) Oda (Text)          | 5:04  |                                                                                          |
| 11  | „UNIONS“ Road          | Fujinaga (Musik) Oda (Text)               | 5:09  |                                                                                          |
| 12  | Song I Am.             | Fujinaga (Musik) Oda (Text)               | 4:00  |                                                                                          |

## Chartplatzierungen
Am Tag der Veröffentlichung verkaufte sich das Album etwas mehr als 24.800 mal alleine in Japan, wodurch Wahl auf Platz drei in den täglichen Albumcharts von Oricon einstieg. Lediglich die Band Man with a Mission und die südkoreanische Boygroup BTS konnten am selben Tag höhere Auflagen erzielen. Nach drei Tagen wurden 29.000 Einheiten des Albums verkauft. Das Album stieg auf Platz drei in den japanischen Charts ein und verkaufte sich innerhalb der ersten Verkaufswoche knapp 40.000 mal.
Das Album belegte in den Jahrescharts von Oricon Platz 72. Die zum Album gehörende Single wurde auf Platz 82 der Single-Jahresendcharts gelistet.
| ChartsChartplatzierungen | Höchstplatzierung | Wochen |
| ------------------------ | ----------------- | ------ |
| Japan (Oricon)           | 3 (17 Wo.)        | 17     |